# 牛思凝
牛思凝（?—?），直隶静海人，清朝政治人物、进士出身。

## 生平
顺治三年，登进士，官至貴州府同知。